# Adolfo Machado
Adolfo Abdiel Machado (Panama, 14 febbraio 1985) è un ex calciatore panamense, di ruolo difensore.

## Carriera

### Nazionale
Debutta con la Nazionale maggiore panamense il 1º giugno 2008 nell'amichevole vinta per 1-0 contro il Guatemala.
Il 19 giugno 2009 segna la prima rete in Nazionale contro Haiti.
Viene convocato per la Copa América Centenario del 2016.
Due anni dopo invece viene convocato per il primo storico Mondiale giocato da Panama in Russia nel 2018, in cui gioca 1 delle 3 partite della selezione panamense (le altre due sono state giocate e perse contro Belgio e Inghilterra rispettivamente per 3-0 e 6-1), ovvero quella persa per 2-1 contro la Tunisia.
Il 23 marzo 2019, a 10 anni di distanza dall'ultima volta, torna a segnare in nazionale, mettendo a segno il definitivo 1-1 al 36' minuto del primo tempo di un'amichevole contro il Brasile, facendo ottenere alla sua squadra un inaspettato pareggio.

## Statistiche

### Cronologia presenze e reti in nazionale
| Cronologia completa delle presenze e delle reti in nazionale ― Panama | Cronologia completa delle presenze e delle reti in nazionale ― Panama | Cronologia completa delle presenze e delle reti in nazionale ― Panama | Cronologia completa delle presenze e delle reti in nazionale ― Panama | Cronologia completa delle presenze e delle reti in nazionale ― Panama | Cronologia completa delle presenze e delle reti in nazionale ― Panama | Cronologia completa delle presenze e delle reti in nazionale ― Panama | Cronologia completa delle presenze e delle reti in nazionale ― Panama |
| Data                                                                  | Città                                                                 | In casa                                                               | Risultato                                                             | Ospiti                                                                | Competizione                                                          | Reti                                                                  | Note                                                                  |
| --------------------------------------------------------------------- | --------------------------------------------------------------------- | --------------------------------------------------------------------- | --------------------------------------------------------------------- | --------------------------------------------------------------------- | --------------------------------------------------------------------- | --------------------------------------------------------------------- | --------------------------------------------------------------------- |
| 1-6-2008                                                              | Fort Lauderdale                                                       | Guatemala                                                             | 0 – 1                                                                 | Panama                                                                | Amichevole                                                            | -                                                                     |                                                                       |
| 4-6-2008                                                              | Fort Lauderdale                                                       | Canada                                                                | 2 – 2                                                                 | Panama                                                                | Amichevole                                                            | -                                                                     |                                                                       |
| 8-6-2008                                                              | Valparaíso                                                            | Cile                                                                  | 0 – 0                                                                 | Panama                                                                | Amichevole                                                            | -                                                                     |                                                                       |
| 15-6-2008                                                             | Panama                                                                | Panama                                                                | 1 – 0                                                                 | El Salvador                                                           | Qual. Mondiali 2010                                                   | -                                                                     |                                                                       |
| 23-6-2008                                                             | San Salvador                                                          | El Salvador                                                           | 3 – 1                                                                 | Panama                                                                | Qual. Mondiali 2010                                                   | -                                                                     | 89’                                                                   |
| 20-8-2008                                                             | Santa Cruz de la Sierra                                               | Bolivia                                                               | 1 – 0                                                                 | Panama                                                                | Amichevole                                                            | -                                                                     | 77’                                                                   |
| 27-1-2009                                                             | Tegucigalpa                                                           | Panama                                                                | 1 – 0                                                                 | El Salvador                                                           | Coppa delle nazioni UNCAF 2009 - 1º turno                             | -                                                                     | 60’                                                                   |
| 30-1-2009                                                             | Tegucigalpa                                                           | Honduras                                                              | 0 – 1                                                                 | Panama                                                                | Coppa delle nazioni UNCAF 2009 - Semifinale                           | -                                                                     | 30’                                                                   |
| 1-2-2009                                                              | Tegucigalpa                                                           | Costa Rica                                                            | 0 – 0 dts (3 - 5 dtr)                                                 | Panama                                                                | Coppa delle nazioni UNCAF 2009 - Finale                               | -                                                                     | 60’                                                                   |
| 19-6-2009                                                             | Port-au-Prince                                                        | Haiti                                                                 | 1 – 1                                                                 | Panama                                                                | Amichevole                                                            | 1                                                                     |                                                                       |
| 19-1-2010                                                             | Coquimbo                                                              | Cile                                                                  | 2 – 1                                                                 | Panama                                                                | Amichevole                                                            | -                                                                     | 21’                                                                   |
| 3-3-2010                                                              | Barquisimeto                                                          | Venezuela                                                             | 1 – 2                                                                 | Panama                                                                | Amichevole                                                            | -                                                                     | 26’                                                                   |
| 11-8-2010                                                             | Panama                                                                | Panama                                                                | 3 – 1                                                                 | Venezuela                                                             | Amichevole                                                            | -                                                                     |                                                                       |
| 4-9-2010                                                              | Panama                                                                | Panama                                                                | 2 – 2                                                                 | Costa Rica                                                            | Amichevole                                                            | -                                                                     |                                                                       |
| 8-9-2010                                                              | Panama                                                                | Panama                                                                | 3 – 0                                                                 | Trinidad e Tobago                                                     | Amichevole                                                            | -                                                                     |                                                                       |
| 9-10-2010                                                             | Panama                                                                | Panama                                                                | 1 – 0                                                                 | El Salvador                                                           | Amichevole                                                            | -                                                                     |                                                                       |
| 13-10-2010                                                            | Panama                                                                | Panama                                                                | 1 – 0                                                                 | Perù                                                                  | Amichevole                                                            | -                                                                     |                                                                       |
| 18-11-2010                                                            | Panama                                                                | Panama                                                                | 2 – 0                                                                 | Honduras                                                              | Amichevole                                                            | -                                                                     | 5’ 71’                                                                |
| 19-12-2010                                                            | San Pedro Sula                                                        | Honduras                                                              | 2 – 1                                                                 | Panama                                                                | Amichevole                                                            | -                                                                     | 75’ 80’                                                               |
| 15-1-2011                                                             | Panama                                                                | Panama                                                                | 2 – 0                                                                 | Belize                                                                | Coppa centroamericana 2011 - 1º turno                                 | -                                                                     |                                                                       |
| 17-1-2011                                                             | Panama                                                                | Panama                                                                | 2 – 0                                                                 | Nicaragua                                                             | Coppa centroamericana 2011 - 1º turno                                 | -                                                                     |                                                                       |
| 19-1-2011                                                             | Panama                                                                | Panama                                                                | 2 – 0                                                                 | El Salvador                                                           | Coppa centroamericana 2011 - 1º turno                                 | -                                                                     |                                                                       |
| 22-1-2011                                                             | Panama                                                                | Panama                                                                | 1 – 1 dts (2 - 4 dtr)                                                 | Costa Rica                                                            | Coppa centroamericana 2011 - Semifinale                               | -                                                                     |                                                                       |
| 23-1-2011                                                             | Panama                                                                | Panama                                                                | 0 – 0 dts (5 - 4 dtr)                                                 | El Salvador                                                           | Coppa centroamericana 2011 - Finale 3º posto                          | -                                                                     | 23’                                                                   |
| 25-3-2011                                                             | Panama                                                                | Panama                                                                | 2 – 0                                                                 | Bolivia                                                               | Amichevole                                                            | -                                                                     |                                                                       |
| 29-3-2011                                                             | L'Avana                                                               | Cuba                                                                  | 0 – 2                                                                 | Panama                                                                | Amichevole                                                            | -                                                                     | 85’                                                                   |
| 29-5-2011                                                             | Panama                                                                | Panama                                                                | 2 – 0                                                                 | Grenada                                                               | Amichevole                                                            | -                                                                     |                                                                       |
| 8-6-2011                                                              | Detroit                                                               | Panama                                                                | 3 – 2                                                                 | Guadalupa                                                             | Gold Cup 2011 - 1º turno                                              | -                                                                     | 82’                                                                   |
| 15-6-2011                                                             | Kansas City                                                           | Canada                                                                | 1 – 1                                                                 | Panama                                                                | Gold Cup 2011 - 1º turno                                              | -                                                                     |                                                                       |
| 19-6-2011                                                             | Washington                                                            | Panama                                                                | 1 – 1 dts (5 - 4 dtr)                                                 | El Salvador                                                           | Gold Cup 2011 - Quarti di finale                                      | -                                                                     |                                                                       |
| 23-6-2011                                                             | Houston                                                               | Stati Uniti                                                           | 1 – 0                                                                 | Panama                                                                | Gold Cup 2011 - Semifinali                                            | -                                                                     |                                                                       |
| 11-8-2011                                                             | Santa Cruz de la Sierra                                               | Bolivia                                                               | 1 – 3                                                                 | Panama                                                                | Amichevole                                                            | -                                                                     |                                                                       |
| 7-9-2011                                                              | Managua                                                               | Nicaragua                                                             | 1 – 2                                                                 | Panama                                                                | Qual. Mondiali 2014                                                   | -                                                                     |                                                                       |
| 12-10-2011                                                            | Panama                                                                | Panama                                                                | 5 – 1                                                                 | Nicaragua                                                             | Qual. Mondiali 2014                                                   | -                                                                     |                                                                       |
| 12-11-2011                                                            | Panama                                                                | Panama                                                                | 2 – 0                                                                 | Costa Rica                                                            | Amichevole                                                            | -                                                                     |                                                                       |
| 31-5-2014                                                             | Bridgeview                                                            | Panama                                                                | 1 – 1                                                                 | Serbia                                                                | Amichevole                                                            | -                                                                     | 46’                                                                   |
| 3-6-2014                                                              | Goiânia                                                               | Brasile                                                               | 4 – 0                                                                 | Panama                                                                | Amichevole                                                            | -                                                                     | 56’                                                                   |
| 7-9-2014                                                              | Dallas                                                                | Costa Rica                                                            | 2 – 2                                                                 | Panama                                                                | Coppa centroamericana 2014 - 1º turno                                 | -                                                                     |                                                                       |
| 11-9-2014                                                             | Houston                                                               | Nicaragua                                                             | 0 – 2                                                                 | Panama                                                                | Coppa centroamericana 2014 - 1º turno                                 | -                                                                     | 24’                                                                   |
| 14-9-2014                                                             | Los Angeles                                                           | El Salvador                                                           | 0 – 1                                                                 | Panama                                                                | Coppa centroamericana 2014 - Finale 3º posto                          | -                                                                     |                                                                       |
| 15-11-2014                                                            | San Salvador                                                          | El Salvador                                                           | 1 – 3                                                                 | Panama                                                                | Amichevole                                                            | -                                                                     |                                                                       |
| 19-11-2014                                                            | Panama                                                                | Panama                                                                | 0 – 0                                                                 | Canada                                                                | Amichevole                                                            | -                                                                     |                                                                       |
| 27-3-2015                                                             | Port of Spain                                                         | Trinidad e Tobago                                                     | 0 – 1                                                                 | Panama                                                                | Amichevole                                                            | -                                                                     | 46’                                                                   |
| 1-4-2015                                                              | Panama                                                                | Panama                                                                | 2 – 1                                                                 | Costa Rica                                                            | Amichevole                                                            | -                                                                     |                                                                       |
| 4-6-2015                                                              | Panama                                                                | Panama                                                                | 1 – 1                                                                 | Ecuador                                                               | Amichevole                                                            | -                                                                     | 46’                                                                   |
| 6-6-2015                                                              | Guayaquil                                                             | Ecuador                                                               | 4 – 0                                                                 | Panama                                                                | Amichevole                                                            | -                                                                     | 46’ 59’                                                               |
| 8-7-2015                                                              | Frisco                                                                | Panama                                                                | 1 – 1                                                                 | Haiti                                                                 | Gold Cup 2015 - 1º turno                                              | -                                                                     | 25’                                                                   |
| 11-7-2015                                                             | Foxborough                                                            | Honduras                                                              | 1 – 1                                                                 | Panama                                                                | Gold Cup 2015 - 1º turno                                              | -                                                                     | 74’                                                                   |
| 19-7-2015                                                             | East Rutherford                                                       | Trinidad e Tobago                                                     | 1 – 1 dts (5 - 6 dtr)                                                 | Panama                                                                | Gold Cup 2015 - Quarti di finale                                      | -                                                                     | 45+2’                                                                 |
| 23-7-2015                                                             | Atlanta                                                               | Panama                                                                | 1 – 2 dts                                                             | Messico                                                               | Gold Cup 2015 - Semifinale                                            | -                                                                     |                                                                       |
| 25-7-2015                                                             | Chester                                                               | Stati Uniti                                                           | 1 – 1 dts (2 - 3 dtr)                                                 | Panama                                                                | Gold Cup 2015 - Finale 3º posto                                       | -                                                                     |                                                                       |
| 4-9-2015                                                              | Panama                                                                | Panama                                                                | 0 – 1                                                                 | Uruguay                                                               | Amichevole                                                            | -                                                                     |                                                                       |
| 8-9-2015                                                              | Mérida                                                                | Venezuela                                                             | 1 – 1                                                                 | Panama                                                                | Amichevole                                                            | -                                                                     |                                                                       |
| 9-10-2015                                                             | Panama                                                                | Panama                                                                | 1 – 2                                                                 | Trinidad e Tobago                                                     | Amichevole                                                            | -                                                                     |                                                                       |
| 14-10-2015                                                            | Toluca                                                                | Messico                                                               | 1 – 0                                                                 | Panama                                                                | Amichevole                                                            | -                                                                     |                                                                       |
| 14-11-2015                                                            | Kingston                                                              | Giamaica                                                              | 0 – 2                                                                 | Panama                                                                | Qual. Mondiali 2018                                                   | -                                                                     |                                                                       |
| 18-11-2015                                                            | Panama                                                                | Panama                                                                | 1 – 2                                                                 | Costa Rica                                                            | Qual. Mondiali 2018                                                   | -                                                                     |                                                                       |
| 9-1-2016                                                              | Panama                                                                | Panama                                                                | 4 – 0                                                                 | Cuba                                                                  | Play-off Copa América Centenario                                      | -                                                                     | cap.                                                                  |
| 26-3-2016                                                             | Port-au-Prince                                                        | Haiti                                                                 | 0 – 0                                                                 | Panama                                                                | Qual. Mondiali 2018                                                   | -                                                                     |                                                                       |
| 29-3-2016                                                             | Panama                                                                | Panama                                                                | 1 – 0                                                                 | Haiti                                                                 | Qual. Mondiali 2018                                                   | -                                                                     |                                                                       |
| 24-5-2016                                                             | Panama                                                                | Panama                                                                | 0 – 0                                                                 | Venezuela                                                             | Amichevole                                                            | -                                                                     |                                                                       |
| 29-5-2016                                                             | Commerce City                                                         | Panama                                                                | 0 – 2                                                                 | Brasile                                                               | Amichevole                                                            | -                                                                     |                                                                       |
| 7-6-2016                                                              | Orlando                                                               | Panama                                                                | 2 – 1                                                                 | Bolivia                                                               | Coppa America Centenario - 1º turno                                   | -                                                                     | 80’                                                                   |
| 11-6-2016                                                             | Chicago                                                               | Argentina                                                             | 5 – 0                                                                 | Panama                                                                | Coppa America Centenario - 1º turno                                   | -                                                                     |                                                                       |
| 15-6-2016                                                             | Filadelfia                                                            | Cile                                                                  | 4 – 2                                                                 | Panama                                                                | Coppa America Centenario - 1º turno                                   | -                                                                     |                                                                       |
| 3-9-2016                                                              | Panama                                                                | Panama                                                                | 2 – 0                                                                 | Giamaica                                                              | Qual. Mondiali 2018                                                   | -                                                                     |                                                                       |
| 10-11-2016                                                            | San Pedro Sula                                                        | Honduras                                                              | 0 – 1                                                                 | Panama                                                                | Qual. Mondiali 2018                                                   | -                                                                     |                                                                       |
| 15-11-2016                                                            | Panama                                                                | Panama                                                                | 0 – 0                                                                 | Messico                                                               | Qual. Mondiali 2018                                                   | -                                                                     |                                                                       |
| 25-3-2017                                                             | Port of Spain                                                         | Trinidad e Tobago                                                     | 1 – 0                                                                 | Panama                                                                | Qual. Mondiali 2018                                                   | -                                                                     |                                                                       |
| 29-3-2017                                                             | Panama                                                                | Panama                                                                | 1 – 1                                                                 | Stati Uniti                                                           | Qual. Mondiali 2018                                                   | -                                                                     |                                                                       |
| 9-6-2017                                                              | San José                                                              | Costa Rica                                                            | 0 – 0                                                                 | Panama                                                                | Qual. Mondiali 2018                                                   | -                                                                     | 38’                                                                   |
| 2-9-2017                                                              | Città del Messico                                                     | Messico                                                               | 1 – 0                                                                 | Panama                                                                | Qual. Mondiali 2018                                                   | -                                                                     |                                                                       |
| 10-10-2017                                                            | Panama                                                                | Panama                                                                | 2 – 1                                                                 | Costa Rica                                                            | Qual. Mondiali 2018                                                   | -                                                                     |                                                                       |
| 22-3-2018                                                             | Brøndby                                                               | Danimarca                                                             | 1 – 0                                                                 | Panama                                                                | Amichevole                                                            | -                                                                     |                                                                       |
| 27-3-2018                                                             | Basilea                                                               | Svizzera                                                              | 6 – 0                                                                 | Panama                                                                | Amichevole                                                            | -                                                                     |                                                                       |
| 30-5-2018                                                             | Panama                                                                | Panama                                                                | 0 – 0                                                                 | Irlanda del Nord                                                      | Amichevole                                                            | -                                                                     |                                                                       |
| 6-6-2018                                                              | Oslo                                                                  | Norvegia                                                              | 1 – 0                                                                 | Panama                                                                | Amichevole                                                            | -                                                                     | 46’                                                                   |
| 28-6-2018                                                             | Saransk                                                               | Panama                                                                | 1 – 2                                                                 | Tunisia                                                               | Mondiali 2018 - 1º turno                                              | -                                                                     |                                                                       |
| 16-10-2018                                                            | Cheonan                                                               | Corea del Sud                                                         | 2 – 2                                                                 | Panama                                                                | Amichevole                                                            | -                                                                     |                                                                       |
| 20-11-2018                                                            | Panama                                                                | Panama                                                                | 1 – 2                                                                 | Ecuador                                                               | Amichevole                                                            | -                                                                     | 57’                                                                   |
| 23-3-2019                                                             | Porto                                                                 | Brasile                                                               | 1 – 1                                                                 | Panama                                                                | Amichevole                                                            | 1                                                                     | cap.                                                                  |
| 4-6-2019                                                              | Bogotà                                                                | Colombia                                                              | 3 – 0                                                                 | Panama                                                                | Amichevole                                                            | -                                                                     | cap. 78’                                                              |
| 7-6-2019                                                              | Montevideo                                                            | Uruguay                                                               | 3 – 0                                                                 | Panama                                                                | Amichevole                                                            | -                                                                     | 72’                                                                   |
| 26-6-2019                                                             | Kansas City                                                           | Panama                                                                | 0 – 1                                                                 | Stati Uniti                                                           | Gold Cup 2019 - 1º turno                                              | -                                                                     | cap.                                                                  |
| 5-9-2019                                                              | Devonshire                                                            | Bermuda                                                               | 1 – 4                                                                 | Panama                                                                | CONCACAF Nations League 2019-2020 - 2º turno                          | -                                                                     | cap.                                                                  |
| 8-9-2019                                                              | Panama                                                                | Panama                                                                | 0 – 2                                                                 | Bermuda                                                               | CONCACAF Nations League 2019-2020 - 2º turno                          | -                                                                     | cap.                                                                  |
| 16-11-2019                                                            | Panama                                                                | Panama                                                                | 0 – 3                                                                 | Messico                                                               | CONCACAF Nations League 2019-2020 - 2º turno                          | -                                                                     |                                                                       |
| 5-6-2021                                                              | Panama                                                                | Anguilla                                                              | 0 – 13                                                                | Panama                                                                | Qual. Mondiali 2022                                                   | -                                                                     | cap.                                                                  |
| 9-6-2021                                                              | Panama                                                                | Panama                                                                | 3 – 0                                                                 | Rep. Dominicana                                                       | Qual. Mondiali 2022                                                   | -                                                                     | 63’                                                                   |
| 15-6-2021                                                             | Willemstad                                                            | Curaçao                                                               | 0 – 0                                                                 | Panama                                                                | Qual. Mondiali 2022                                                   | -                                                                     | 86’                                                                   |
| 30-6-2021                                                             | Nashville                                                             | Messico                                                               | 3 – 0                                                                 | Panama                                                                | Amichevole                                                            | -                                                                     | cap.                                                                  |
| 17-7-2021                                                             | Houston                                                               | Panama                                                                | 2 – 3                                                                 | Honduras                                                              | Gold Cup 2021 - 1º turno                                              | -                                                                     |                                                                       |
| 20-7-2021                                                             | Orlando                                                               | Panama                                                                | 3 – 1                                                                 | Grenada                                                               | Gold Cup 2021 - 1º turno                                              | -                                                                     |                                                                       |
| Totale                                                                |                                                                       | Presenze                                                              | 93                                                                    |                                                                       | Reti                                                                  | 2                                                                     |                                                                       |